# グイン・サーガ (テレビアニメ)
『グイン・サーガ』は、栗本薫による同名の小説を原作としたテレビアニメである。2009年4月から9月まで、NHK-BS2にて放送された。
2008年8月に、2009年春にアニメ化されることが発表された。2009年は『グイン・サーガ』の生誕30周年にあたり、その後、NHK-BS2で2009年4月より放送されることが発表された。原作の1巻から16巻までのアニメ化となる。
ゲームミュージックで著名な植松伸夫がアニメーション劇伴音楽を初めて手掛け、シリーズ構成・脚本は米村正二が担当する。若林厚史の監督デビュー作であり、当初は劇場版として企画されていた頃からの参加となる。
原作者の栗本薫はアニメの放映途中に亡くなるが、音響監督を担当した明田川進によれば、栗本薫は亡くなる前にアニメをみて喜んでいたという。

## 制作の経緯
『グイン・サーガ』のアニメ化については2005年にアニメーション制作会社のミコット・エンド・バサラから企画が発表されたが、その後はしばらく音沙汰が無かった。
その後、2008年8月7日発売のグイン・サーガ第122巻『豹頭王の苦悩』の帯広告でアニメ化が告知され、ネットにも公式サイトの告知ページが公開され、アニプレックスが制作に関与することも発表された。2008年12月にはNHK BS2で放送されることが発表された。
監督の若林厚史によれば、当初は原作の5巻までを劇場版のアニメーションとして制作する予定だったという。キャラクター原案を担当した皇なつきも劇場版の企画のときからの参加となる。
シリーズ構成・脚本を担当した米村正二によれば、川入プロデューサーから声をかけられたのが2007年2月頃で、4月25日に原作を5巻まで読んだ段階で承諾し、7月11日にプロットを書き始めたという。2007年12月末にシナリオに着手し、最終稿を上げたのは2008年9月8日となった。先に脚本がすべて出来上がってから他の工程が始まるのは最近のアニメでは異例のことだという。
植松伸夫が音楽を担当したのは、プロデューサーの後藤秀樹がアニプレックスの社内で偶然『ロストオデッセイ』の曲を聴いたことがきっかけで、植松としては初めてアニメ音楽を手掛けることとなった。初めてのアニメ音楽に不安を感じていたが、音響監督の明田川進に「植松さんの好きなように作っていいんだよ。あとは俺が貼ってやるから」と言われ安心したという。
2009年3月に行われたプレミア試写会では原作者の栗本薫も挨拶し、「30年たって『グイン・サーガ』がどのように動き出すのだろうと思ったのですが、見てみてとても嬉しかった」と語った。

## 登場キャラクター
- グイン - 堀内賢雄[16]
- リンダ - 中原麻衣[16]
- レムス - 代永翼[16]
- イシュトヴァーン - 浅沼晋太郎[16]
- スニ - 矢作紗友里[16]
- ナリス - 内田夕夜[16]
- アムネリス - 渡辺明乃[16]

### アニメ版オリジナルキャラクター
ルト
モンゴールの黒騎士第三隊長で、スタフォロス城城主ヴァーノンの側近。
ネム
スタフォロス城の剣豪。
シド
モンゴール大公ヴラドの小姓。アムネリスたちが取り逃がしたグインたちの追跡の一件を任されており、笛の音で謎の集団を呼び寄せる。
アナク
シドが呼び寄せた謎の集団のリーダー格の女性。
ネス
シドが呼び寄せた謎の集団の一人。

## スタッフ
- 原作 - 栗本薫[16]
- 監督・絵コンテ - 若林厚史[16]
- 助監督 - ヤマトナオミチ[17]
- シリーズ構成・脚本 - 米村正二[16]
- キャラクターデザイン原案 - 皇なつき[16]
- キャラクターデザイン・総作画監督 - 村田峻治[16]
- コンセプトデザイン - 大河広行[17]
- 色彩設計 - 甲斐けいこ[17]、篠原愛子[17]
- 美術監督 - 東潤一[17]、平柳悟[17]
- 撮影監督 - 久保田淳[17]
- 編集 - 岡祐司[17]
- 音響監督 - 明田川進[17]
- 音楽 - 植松伸夫[16]
- エグゼクティブプロデューサー - 植田益朗[17]
- プロデューサー - 後藤秀樹[17]、成毛克憲[17]、川人憲治郎[17]
- アニメーション制作 - サテライト[16]
- 制作 - Project Guin[17]（早川書房・アニプレックス・サテライト・BIGLOBE）

## 主題歌
オープニングテーマ「グインのテーマ」
作曲 - 植松伸夫 / 編曲 - 成田勤、中山博之
エンディングテーマ「Saga〜This is my road」
作詞・作曲・編曲・歌 - カノン
挿入歌 - 「Where'er you go〜Cavalleria Rusticana〜」（第23話）
作曲 - マスカーニ / 編曲 - 安部潤 / 訳詞・編曲・歌 - カノン

## 評価
本作のDVD第1巻の推定初週売上は1,930枚を記録している。

## 各話リスト
| 話数   | サブタイトル               | 演出           | 作画監督          | 放送日        |
| ------ | -------------------------- | -------------- | ----------------- | ------------- |
| 第1話  | 豹頭の仮面                 | 若林厚史       | 服部憲知          | 2009年 4月5日 |
| 第2話  | 黒伯爵の砦                 | ヤマトナオミチ | 肥塚正史          | 4月12日       |
| 第3話  | 紅の傭兵                   | 岩田義彦       | 金紀杜            | 4月19日       |
| 第4話  | 死の河を越えて             | 三原武憲       | 曾我篤史          | 4月26日       |
| 第5話  | 宿命の出会い               | 梅本唯         | 町田真一          | 5月3日        |
| 第6話  | セム族の集結               | 佐々木真哉     | 小谷杏子          | 5月10日       |
| 第7話  | ノスフェラスの戦い         | ヤマトナオミチ | 水野知己          | 5月17日       |
| 第8話  | 狼王との出会い             | 東出太         | 清水博明          | 5月24日       |
| 第9話  | ラゴンの虜囚               | 山崎茂         | 森田実            | 5月31日       |
| 第10話 | 辺境の王者                 | 秦義人         | 曾我篤史          | 6月7日        |
| 第11話 | 戦士たち                   | ヤマトナオミチ | 小谷杏子          | 6月14日       |
| 第12話 | 新たなる運命               | 佐々木真哉     | 服部憲知          | 6月21日       |
| 第13話 | 海へ                       | 梅本唯         | 町田真一          | 6月28日       |
| 第14話 | 光の船、光の公女           | 羽生尚靖       | 清水博明          | 7月5日        |
| 第15話 | 再会                       | 林瑛介         | 水野知己          | 7月12日       |
| 第16話 | 胎動                       | 山崎茂         | 森田実            | 7月19日       |
| 第17話 | さらば愛しきひとよ（前編） | 青柳宏宣       | 李政灌            | 7月26日       |
| 第18話 | さらば愛しきひとよ（後編） | ヤマトナオミチ | 曾我篤史 服部憲知 | 8月2日        |
| 第19話 | 蜃気楼                     | 梅本唯         | 町田真一          | 8月9日        |
| 第20話 | 紅の密使                   | 羽生尚靖       | 窪敏 津熊健徳     | 8月16日       |
| 第21話 | クリスタルの反乱           | 佐々木真哉     | 小谷杏子          | 8月23日       |
| 第22話 | 復讐の女神                 | 山崎茂         | 森田実            | 8月30日       |
| 第23話 | 如何なる星の下に           | ヤマトナオミチ | 水野知己          | 9月6日        |
| 第24話 | モンゴール最後の日         | 林瑛介         | 李政灌            | 9月13日       |
| 第25話 | 宿命との戦い               | 山崎茂         | 森田実            | 9月20日       |
| 第26話 | 旅立ち                     | 若林厚史       | 村田峻治          | 9月27日       |

出典：公式サイト。

## 放送局
| 放送地域 | 放送局        | 放送期間                      | 放送日時             | 放送区分   | 備考                 |
| -------- | ------------- | ----------------------------- | -------------------- | ---------- | -------------------- |
| 日本全域 | NHK BS2       | 2009年4月5日 - 9月27日        | 日曜 23:29 - 23:54   | BS放送     | 『衛星アニメ劇場』枠 |
| 日本全域 | アニメワン    | 2009年4月12日 -               | 日曜 24:00 更新      | ネット配信 | 1週間無料配信        |
| 日本全域 | NHK総合テレビ | 2009年10月1日 - 2010年3月18日 | 木曜 24:45 - 25:10 ※ | 地上波     | 『衛星アニメ劇場』枠 |
| 日本全域 | AT-X          | 2016年6月9日 -                | 木曜 24:30 - 25:00   | CS放送     | リピート放送あり     |

※ 第17話と第18話、第25話と第26話は2話連続放送のため、24:45 - 25:35に放送。

## DVD
| 巻 | 発売日         | 収録話          | 規格品番  | 規格品番  | 規格品番 |
| 巻 | 発売日         | 収録話          | DVD限定版 | DVD通常版 |          |
| -- | -------------- | --------------- | --------- | --------- | -------- |
| 1  | 2009年7月22日  | 第1話 - 第2話   | ANZB-9191 | ANSB-9191 |          |
| 2  | 2009年8月26日  | 第3話 - 第5話   | ANZB-9193 | ANSB-9193 |          |
| 3  | 2009年9月30日  | 第6話 - 第8話   | ANZB-9195 | ANSB-9195 |          |
| 4  | 2009年10月28日 | 第9話 - 第11話  | ANZB-9197 | ANSB-9197 |          |
| 5  | 2009年11月25日 | 第12話 - 第14話 | ANZB-9199 | ANSB-9199 |          |
| 6  | 2009年12月23日 | 第15話 - 第17話 | ANZB-9201 | ANSB-9201 |          |
| 7  | 2010年1月27日  | 第18話 - 第20話 | ANZB-9203 | ANSB-9203 |          |
| 8  | 2010年2月24日  | 第21話 - 第23話 | ANZB-9205 | ANSB-9205 |          |
| 9  | 2010年3月24日  | 第24話 - 第26話 | ANZB-9207 | ANSB-9207 |          |

出典：公式サイト。

## CD
- 「グイン・サーガ オリジナルサウンドトラック」2009年6月24日発売、SVWC-9191[21]
- ミニアルバム「My Road～Songs from Guin Saga」2009年8月26日発売、発売元：ソニー・ミュージックジャパンインターナショナル、SICL-218[22]